# Paul Muldoon
Paul Muldoon (Portdown, 20 de junho de 1951) é um poeta norte-irlandês. Foi professor de poesia na Univseridade de Oxford entre 1999 e 2004. 
Em 1987 ele fixou residência nos Estados Unidos quando foi professor de "creative writing" e "humanities na Universidade de Columbia e na Princeton University.
Mouldoon é casado com a poetiza Jean Hanff Korelitz com quem teve duas crianças.